# Bibliothèque Cujas de droit et de sciences économiques
Bibliothèque Cujas de droit et de sciences économiques (česky Cujasova knihovna práva a ekonomických věd) je univerzitní knihovna v Paříži se specializací na právo. Nachází se v Latinské čtvrti v 5. obvodu v ulici Rue Cujas. Jacques Cujas (1522-1590) byl francouzský právník a ve své době expert na římské právo.

## Historie
Cujasova knihovna byla původně knihovnou právnické fakulty Pařížské univerzity a byla otevřena v roce 1829, aby pomáhala studentům při přípravě jejich diplomových prací. Od roku 1831 slouží všem studentům práv v hlavním městě. Knihovna se několikrát stěhovala. V roce 1946 byl zvažován přesun do ulice Rue Cujas, ke kterému ale došlo až v roce 1958, kdy byla dokončena přestavba nového sídla. To se skládá ze starší budovy z let 1845-1846 a z novější postavené v letech 1955-1958.
Po rozdělení Pařížské univerzity byla knihovna původní právnické fakulty integrována do meziuniverzitní knihovny podle vyhlášky ze dne 10. února 1972. Později se stala samostatnou knihovnou a od 16. listopadu 1978 nese svůj dnešní název.

## Statut knihovny
Knihovna se řídí dohodou mezi univerzitami Paříž I a Paříž II o společné spolupráci a je připojena k univerzitě Paříž I. Je otevřena pro vědecké pracovníky fakult, studenty magisterského a doktorandského studia a osoby vykonávající aktivity právní povahy. Jiné osoby zde mají povoleno studovat jen výjimečně, především při studiu specifických dokumentů.

## Fondy
Knihovna obsahuje více než 650 000 knih práva ze všech dob, shromažďuje rovněž knihy týkající se politologie a ekonomie. Uchovává všechny právnické diplomové práce obhájené ve Francii, kterých je zhruba asi 160 000. Je také jednou z osmi francouzských knihoven uchovávajících dokumenty vydané OSN a uchovává dále dokumenty vydané Společností národů a Mezinárodní organizací práce.